# 黑斯廷斯 (紐約州)
黑斯廷斯（英語：Hastings）是一個位於美國紐約州奧斯威戈縣的鎮。

## 人口
根據2020年美國人口普查的數據，黑斯廷斯的面積為119.13平方千米，當中陸地面積為118.22平方千米，而水域面積為0.91平方千米。當地共有人口9342人，而人口密度為每平方千米78人。